# Copa de Argelia
La Copa de Argelia es un torneo de fútbol de Argelia a nivel de clubes donde se enfrentan equipos de los diversos niveles de la estructura de fútbol en el país, se estableció en octubre de 1962, tres meses después de la Independencia de Argelia y es organizada por la Federación Argelina de Fútbol.
El equipo campeón clasifica a la Copa Confederación de la CAF.
Los clubes más laureados en esta competición son el CR Belouizdad y el USM Alger, con nueve trofeos.

## Finales
| Temporada | Campeón                                   | Resultado                                 | Finalista                                 | Sede de la final                          |
| --------- | ----------------------------------------- | ----------------------------------------- | ----------------------------------------- | ----------------------------------------- |
| 1962–63   | ES Sétif                                  | 1 - 1, 2 - 0 (rep.)                       | ES Mostaganem                             | Stade d'El Annasser, Algiers              |
| 1963–64   | ES Sétif                                  | 2 - 1                                     | MO Constantine                            | Stade d'El Annasser, Algiers              |
| 1964–65   | MC Saida                                  | 2 - 1                                     | ES Mostaganem                             | Stade d'El Annasser, Algiers              |
| 1965–66   | CR Belcourt                               | 3 - 1                                     | RC Kouba                                  | Stade d'El Annasser, Algiers              |
| 1966–67   | ES Sétif                                  | 1 - 0                                     | JSM Skikda                                | Stade d'El Annasser, Algiers              |
| 1967–68   | ES Sétif                                  | 3 - 2                                     | NA Hussein Dey                            | Stade d'El Annasser, Algiers              |
| 1968–69   | CR Belcourt                               | 1 - 1, 5 - 3 (rep.)                       | USM Alger                                 | Stade d'El Annasser, Algiers              |
| 1969–70   | CR Belcourt                               | 1 - 1, 4 - 1 (rep.)                       | USM Alger                                 | Stade d'El Annasser, Algiers              |
| 1970–71   | MC Alger                                  | 2 - 0                                     | USM Alger                                 | Stade d'El Annasser, Algiers              |
| 1971–72   | Hamra Annaba                              | 2 - 0                                     | USM Alger                                 | Stade 5 Juillet 1962, Argel               |
| 1972–73   | MC Alger                                  | 4 - 2                                     | USM Alger                                 | Stade 5 Juillet 1962, Argel               |
| 1973–74   | USM El Harrach                            | 1 - 0                                     | WA Tlemcen                                | Stade 5 Juillet 1962, Argel               |
| 1974–75   | MC Oran                                   | 2 - 0                                     | MO Constantine                            | Stade 5 Juillet 1962, Argel               |
| 1975–76   | MC Alger                                  | 2 - 0                                     | MO Constantine                            | Stade 5 Juillet 1962, Argel               |
| 1976–77   | JS Kabylie                                | 2 - 1                                     | NA Hussein-Dey                            | Stade 5 Juillet 1962, Argel               |
| 1977–78   | CM Belcourt                               | 0 - 0 (2–0 pen.)                          | USM Alger                                 | Stade 5 Juillet 1962, Argel               |
| 1978–79   | NA Hussein-Dey                            | 2 - 1                                     | JE Tizi-Ouzou                             | Stade 5 Juillet 1962, Argel               |
| 1979–80   | EP Sétif                                  | 1 - 0                                     | USK Alger                                 | Stade 5 Juillet 1962, Argel               |
| 1980–81   | USM Alger                                 | 2 - 1                                     | ASC Oran                                  | Stade 24 Fevrier 1956, Sidi Bel-Abbes     |
| 1981–82   | DNC Alger                                 | 2 - 1                                     | MA Hussein-Dey                            | Stade 5 Juillet 1962, Argel               |
| 1982–83   | MP Alger                                  | 4 - 3                                     | ASC Oran                                  | Stade 5 Juillet 1962, Argel               |
| 1983–84   | MP Oran                                   | 2 - 1                                     | JH Djazaïr                                | Stade 1.er Novembre 1954, Batna           |
| 1984–85   | MP Oran                                   | 2 - 0                                     | CRE Constantine                           | Stade 5 Juillet 1962, Argel               |
| 1985–86   | JE Tizi-Ouzou                             | 1 - 0                                     | WKF Collo                                 | Stade 5 Juillet 1962, Argel               |
| 1986–87   | USM El Harrach                            | 1 - 0                                     | JSM Bordj Menaïel                         | Stade 5 Juillet 1962, Argel               |
| 1987–88   | USM Alger                                 | 0 - 0 (5–4 pen.)                          | J Belcourt                                | Stade 5 Juillet 1962, Argel               |
| 1988–89   | ES Sétif                                  | 1 - 0                                     | MSP Batna                                 | Stade 5 Juillet 1962, Argel               |
| 1989–90   | No se disputó                             | No se disputó                             | No se disputó                             | No se disputó                             |
| 1990–91   | USM Bel-Abbès                             | 2 - 0                                     | JS Kabylie                                | Stade 5 Juillet 1962, Argel               |
| 1991–92   | JS Kabylie                                | 1 - 0                                     | ASO Chlef                                 | Stade Ahmed Zabana, Oran                  |
| 1992–93   | No se disputó                             | No se disputó                             | No se disputó                             | No se disputó                             |
| 1993–94   | JS Kabylie                                | 1 - 0                                     | AS Ain M'lila                             | Stade 5 Juillet 1962, Argel               |
| 1994–95   | CR Belouizdad                             | 2 - 1                                     | Olympique de Médéa                        | Stade 5 Juillet 1962, Argel               |
| 1995–96   | MC Oran                                   | 1 - 0                                     | USM Blida                                 | Stade 5 Juillet 1962, Argel               |
| 1996–97   | USM Alger                                 | 1 - 0                                     | CA Batna                                  | Stade 5 Juillet 1962, Argel               |
| 1997–98   | WA Tlemcen                                | 1 - 0                                     | MC Oran                                   | Stade 5 Juillet 1962, Argel               |
| 1998–99   | USM Alger                                 | 2 - 0                                     | JS Kabylie                                | Stade 5 Juillet 1962, Argel               |
| 1999-00   | CR Béni Thour                             | 2 - 1                                     | WA Tlemcen                                | Stade 5 Juillet 1962, Argel               |
| 2000–01   | USM Alger                                 | 1 - 0                                     | CR Méchria                                | Stade 5 Juillet 1962, Argel               |
| 2001–02   | WA Tlemcen                                | 1 - 0                                     | MC Oran                                   | Stade 19 Mai 1956, Annaba                 |
| 2002–03   | USM Alger                                 | 2 - 1                                     | CR Belouizdad                             | Stade Mustapha Tchaker, Blida             |
| 2003–04   | USM Alger                                 | 0 - 0 (5–4 pen.)                          | JS Kabylie                                | Stade 5 Juillet 1962, Argel               |
| 2004–05   | ASO Chlef                                 | 1 - 0                                     | USM Sétif                                 | Stade 5 Juillet 1962, Argel               |
| 2005–06   | MC Alger                                  | 2 - 1                                     | USM Alger                                 | Stade 5 Juillet 1962, Argel               |
| 2006–07   | MC Alger                                  | 1 - 0                                     | USM Alger                                 | Stade 5 Juillet 1962, Argel               |
| 2007–08   | JSM Béjaïa                                | 1 - 1 (3–1 pen.)                          | WA Tlemcen                                | Stade Mustapha Tchaker, Blida             |
| 2008–09   | CR Belouizdad                             | 0 - 0 (2–1 pen.)                          | CA Bordj Bou Arreridj                     | Stade Mustapha Tchaker, Blida             |
| 2009–10   | ES Sétif                                  | 3 - 0                                     | CA Batna                                  | Stade 5 Juillet 1962, Argel               |
| 2010–11   | JS Kabylie                                | 1 - 0                                     | USM El Harrach                            | Stade 5 Juillet 1962, Argel               |
| 2011–12   | ES Sétif                                  | 2 - 1                                     | CR Belouizdad                             | Stade 5 Juillet 1962, Argel               |
| 2012–13   | USM Alger                                 | 1 - 0                                     | MC Alger                                  | Stade 5 Juillet 1962, Argel               |
| 2013–14   | MC Alger                                  | 1 - 1 (5-4 pen.)                          | JS Kabylie                                | Stade Mustapha Tchaker, Blida             |
| 2014–15   | MO Béjaïa                                 | 1 - 0                                     | RC Arbaâ                                  | Stade Mustapha Tchaker, Blida             |
| 2015–16   | MC Alger                                  | 1 - 0                                     | NA Hussein Dey                            | Stade 5 Juillet 1962, Argel               |
| 2016–17   | CR Belouizdad                             | 1 - 0                                     | ES Sétif                                  | Stade 5 Juillet 1962, Argel               |
| 2017–18   | USM Bel-Abbès                             | 2 - 1                                     | JS Kabylie                                | Stade 5 Juillet 1962, Argel               |
| 2018–19   | CR Belouizdad                             | 2 - 0                                     | JSM Béjaïa                                | Stade Mustapha Tchaker, Blida             |
| 2019–20   | No finalizado por la Pandemia de COVID-19 | No finalizado por la Pandemia de COVID-19 | No finalizado por la Pandemia de COVID-19 | No finalizado por la Pandemia de COVID-19 |
| 2020–21   | No se disputó                             | No se disputó                             | No se disputó                             | No se disputó                             |
| 2021–22   | No se disputó                             | No se disputó                             | No se disputó                             | No se disputó                             |
| 2022–23   | ASO Chlef                                 | 2 - 1                                     | CR Belouizdad                             | Estadio Miloud Hadefi, Orán               |
| 2023–24   | CR Belouizdad                             | 1 - 0                                     | MC Alger                                  | Stade 5 Juillet 1962, Argel               |
| 2024–25   | USM Alger                                 | 2 - 0                                     | CR Belouizdad                             | Estadio Nelson Mandela, Argel             |

## Títulos por club
| Club                        | Campeón | Años campeón                                         | Subcampeón | Años subcampeón                                      |
| --------------------------- | ------- | ---------------------------------------------------- | ---------- | ---------------------------------------------------- |
| USM Alger                   | 9       | 1981, 1988, 1997, 1999, 2001, 2003, 2004, 2013, 2025 | 9          | 1969, 1970, 1971, 1972, 1973, 1978, 1980, 2006, 2007 |
| CR Belouizdad (CR Belcourt) | 9       | 1966, 1969, 1970, 1978, 1995, 2009, 2017, 2019, 2024 | 5          | 1988, 2003, 2012, 2023, 2025                         |
| MC Alger (MP Alger)         | 8       | 1971, 1973, 1976, 1983, 2006, 2007, 2014, 2016       | 2          | 2013, 2024                                           |
| ES Sétif (EP Sétif)         | 8       | 1963, 1964, 1967, 1968, 1980, 1989, 2010, 2012       | 1          | 2017                                                 |
| JS Kabylie (JE Tizi-Ouzou)  | 5       | 1977, 1986, 1992, 1994, 2011                         | 6          | 1979, 1991, 1999, 2004, 2014, 2018                   |
| MC Oran (MP Oran)           | 4       | 1975, 1984, 1985, 1996                               | 2          | 1998, 2002                                           |
| WA Tlemcen                  | 2       | 1998, 2002                                           | 3          | 1974, 2000, 2008                                     |
| USM El Harrach              | 2       | 1974, 1987                                           | 1          | 2011                                                 |
| ASO Chlef                   | 2       | 2005, 2023                                           | 1          | 1992                                                 |
| USM Bel-Abbès               | 2       | 1991, 2018                                           | -          | ---                                                  |
| NA Hussein Dey              | 1       | 1979                                                 | 4          | 1968, 1977, 1982, 2016                               |
| JH Djazaïr (DNC Alger) †    | 1       | 1982                                                 | 1          | 1984                                                 |
| JSM Béjaïa                  | 1       | 2008                                                 | 1          | 2019                                                 |
| MC Saïda                    | 1       | 1965                                                 | -          | ---                                                  |
| Hamra Annaba                | 1       | 1972                                                 | -          | ---                                                  |
| CR Béni Thour               | 1       | 2000                                                 | -          | ---                                                  |
| MO Béjaïa                   | 1       | 2015                                                 | -          | ---                                                  |
| MO Constantine              | -       | ---                                                  | 3          | 1964, 1975, 1976                                     |
| ES Mostaganem               | -       | ---                                                  | 2          | 1963, 1965                                           |
| ASM Oran (ASC Oran)         | -       | ---                                                  | 2          | 1981, 1983                                           |
| RC Kouba                    | -       | ---                                                  | 1          | 1966                                                 |
| JSM Skikda                  | -       | ---                                                  | 1          | 1967                                                 |
| CRE Constantine †           | -       | ---                                                  | 1          | 1985                                                 |
| ES Collo (WFK Collo)        | -       | ---                                                  | 1          | 1986                                                 |
| JS Bordj Ménaïel            | -       | ---                                                  | 1          | 1987                                                 |
| MSP Batna                   | -       | ---                                                  | 1          | 1989                                                 |
| AS Ain M'lila               | -       | ---                                                  | 1          | 1994                                                 |
| Olympique de Médéa          | -       | ---                                                  | 1          | 1995                                                 |
| USM Blida                   | -       | ---                                                  | 1          | 1996                                                 |
| CA Batna                    | -       | ---                                                  | 1          | 1997                                                 |
| CR Méchria †                | -       | ---                                                  | 1          | 2001                                                 |
| USM Sétif                   | -       | ---                                                  | 1          | 2005                                                 |
| CA Bordj Bou Arreridj       | -       | ---                                                  | 1          | 2009                                                 |
| RC Arbaâ                    | -       | ---                                                  | 1          | 2015                                                 |

- † Equipo desaparecido.